# Combinaison de ski
Pour les articles homonymes, voir Combinaison.

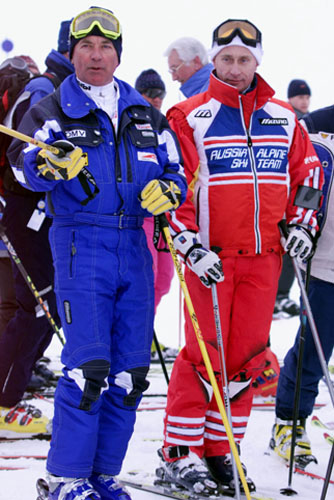
Karl Schranz et Vladimir Poutine en combinaison de ski.

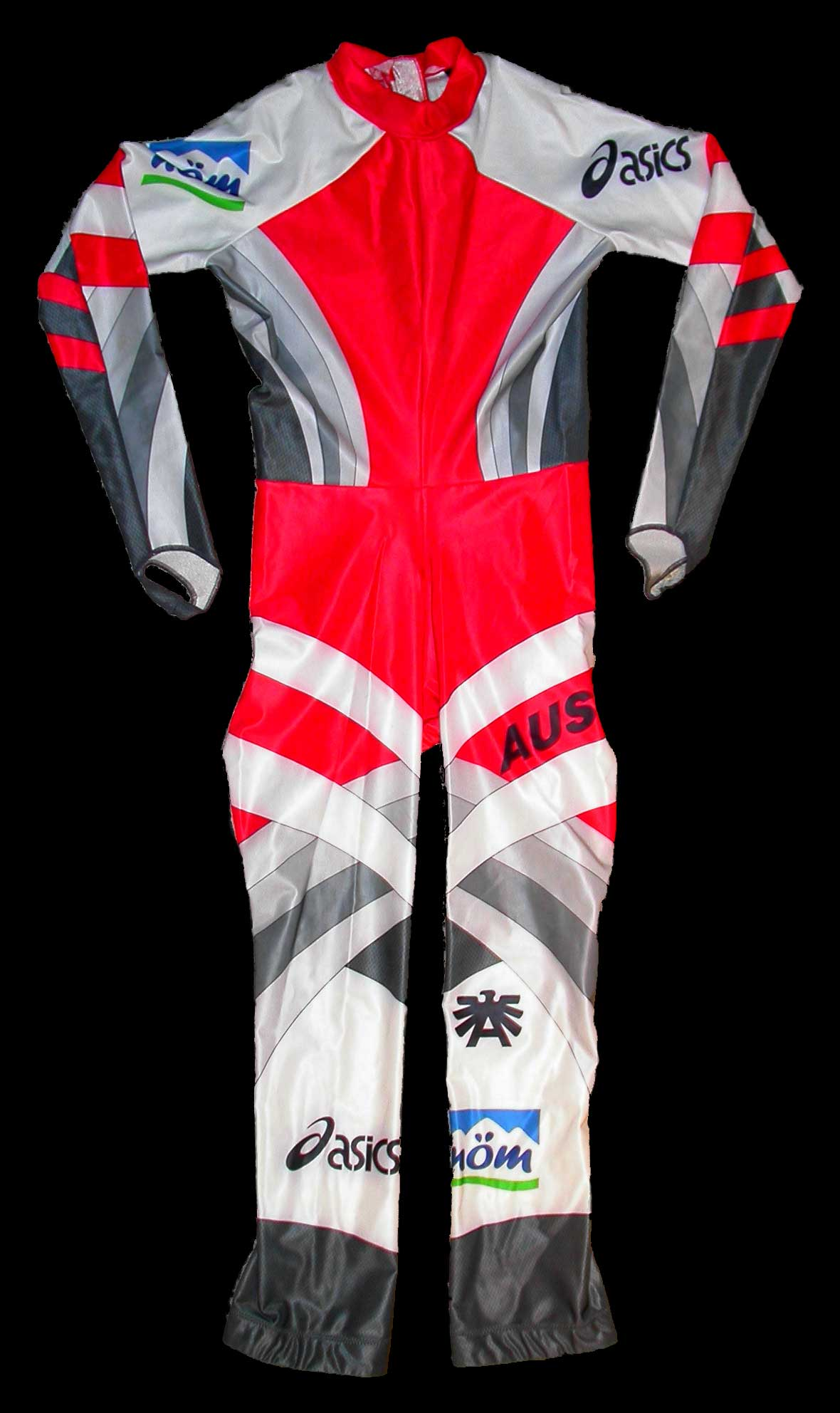
Combinaison de skieur professionnel.

Une combinaison de ski est un vêtement conçu pour la pratique du ski.
Elle peut être réalisée en une seule pièce, type combinaison-pantalon (en), ou deux pièces, type salopette et blouson polaire (anorak, parka).
Une combinaison de ski est fabriquée de telle sorte qu'elle protège des intempéries : vent, pluie, neige, grâce notamment à des doublures non amovibles en nylon, soie, coton ou en taffetas.
Selon son utilisation, elle diffère dans  sa conception. Pour le ski de vitesse, elle sera mince et moulante afin de favoriser l'aérodynamisme.
Au fil des années, les matériaux entrant dans la fabrication des combinaisons ont évolué vers davantage de confort et de résistance. 